# Arkiv för nordisk filologi
Arkiv för nordisk filologi är en för de nordiska länderna gemensam språkvetenskaplig tidskrift, grundad 1882. 
Tidskriftens fyra första årgångar utgavs i Kristiania (Oslo) under redaktion av professor Gustav Storm. Den redigerades från 1889 i Lund av professor Axel Kock. Varje årgång innehöll fram till 1966 fyra häften. Därefter utkommer ett häfte årligen. Nuvarande redaktörer är Lars-Olof Delsing och Karl G. Johansson. I tidskriften införs uppsatser på alla moderna språk, dels rent filologisk-lingvistiska rörande både äldre och nyare språkperioder, dels litteraturhistoriska och mytologiska, vidare anmälningar, bibliografiska översikter, nekrologer med mera.

## Tidigare redaktörer
Tidskriften har sedan grundandet haft följande redaktörer:
- 1883–1888: Gustav Storm
- 1889–1928: Axel Kock
- 1929–1937: Emil Olson
- 1939–1942: Erik Noreen
- 1944–1967: Karl Gustav Ljunggren
- 1968–1978: Ture Johannisson
- 1979–1987: Sven Benson
- 1988–1996: Bengt Pamp och Christer Platzack
- 1997–2008: Göran Hallberg och Christer Platzack
- 2009–2010: Lars-Olof Delsing och Christer Platzack
- 2011–: Lars-Olof Delsing och Karl G. Johansson